# Вишневе (Хмільницький район)
Вишне́ве (колишні назви: до 1960 року — Попівка, в 1960—2016 роках — Жовтневе) — село в Україні, у Калинівській міській громаді Хмільницького району Вінницької області. Населення становить 478 осіб.

## Географія
Селом тече струмок Безіменний (права притока Струмка Постолової).

## Історія
Станом на 1885 рік у колишньому власницькому селі Попівка Малокутищанської волості Вінницького повіту Подільської губернії мешкало 468 осіб, налічувалось 69 дворових господарств, існували каплиця, постоялий будинок і вітряний млин.
1892 в селі існувало 70 дворових господарств, проживало 572 мешканці.
За переписом 1897 року кількість мешканців зросла до 733 осіб (363 чоловічої статі та 370 — жіночої), з яких 690 — православної віри.
З 7 березня 1923 року стало частиною Малокутищанського району Вінницької округи.
З 17 червня 1925 року після розформування Малокутищанського району перейшло до складу Пиківського району.
Перейменоване з Попівки на Жовтневе у 1960 році.
Перейменоване з Жовтневого на Вишневе 4 червня 2016 року.
12 червня 2020 року, відповідно до Розпорядження Кабінету Міністрів України № 707-р, «Про визначення адміністративних центрів та затвердження територій територіальних громад Вінницької області», увійшло до складу Калинівської міської громади.
19 липня 2020 року, в результаті адміністративно-територіальної реформи і ліквідації Калинівського району, село увійшло до складу новоутвореного Хмільницького району.

## Відомі люди
- Сенчук Василь Володимирович — український політик.